# Уго Кейперс
Уго Кейперс (фр. Hugo Cuypers, нар. 7 лютого 1997, Льєж) — бельгійський футболіст, нападник клубу MLS «Чикаго Файр».
Виступав, зокрема, за клуби «Олімпіакос», «Мехелен» та «Гент», а також юнацьку збірну Бельгії.

## Клубна кар'єра
Народився 7 лютого 1997 року в місті Льєж. Вихованець футбольної школи клубу «Стандард» (Льєж). Дорослу футбольну кар'єру розпочав 2015 року в основній команді того ж клубу, в якій провів один сезон, взявши участь в одному матчі чемпіонату. 
Згодом з 2016 по 2018 рік грав у складі команд «Серен» та «Ерготеліс».
Своєю грою за останню команду привернув увагу представників тренерського штабу клубу «Олімпіакос», до складу якого приєднався 2018 року. Відіграв за клуб з Пірея наступний сезон своєї ігрової кар'єри.
Протягом 2019—2020 років захищав кольори клубу «Аяччо».
У 2020 році повернувся до клубу «Олімпіакос». Цього разу провів у складі його команди один сезон. 
Протягом 2021—2022 років захищав кольори клубу «Мехелен».
До складу клубу «Гент» приєднався 2022 року. Станом на 5 червня 2023 року відіграв за команду з Гента 42 матчі в національному чемпіонаті.

## Виступи за збірну
У 2016 році дебютував у складі юнацької збірної Бельгії (U-19), загалом на юнацькому рівні взяв участь у 4 іграх, відзначившись одним забитим голом.

## Статистика виступів

### Статистика клубних виступів
| Сезон             | Команда           | Чемпіонат         | Чемпіонат | Чемпіонат | Національний кубок | Національний кубок | Національний кубок | Континентальні кубки | Континентальні кубки | Континентальні кубки | Інші змагання | Інші змагання | Інші змагання | Усього | Усього | Усього |
| Сезон             | Команда           | Ліга              | Ігор      | Голів     | Ліга               | Ігор               | Голів              | Ліга                 | Ігор                 | Голів                | Ліга          | Ігор          | Голів         | Ігор   | Голів  |        |
| ----------------- | ----------------- | ----------------- | --------- | --------- | ------------------ | ------------------ | ------------------ | -------------------- | -------------------- | -------------------- | ------------- | ------------- | ------------- | ------ | ------ | ------ |
| 2015–16           | «Стандард» (Льєж) | ЧБ                | 1         | 0         | КБ                 | 0                  | 0                  |                      | -                    | -                    |               | -             | -             | 1      | 0      |        |
| 2016–17           | «Серен»           | D3                | 19        | 6         | КБ                 | 0                  | 0                  |                      | -                    | -                    |               | -             | -             | 19     | 6      |        |
| 2017–18           | «Ерготеліс»       | FL                | 28        | 22        | КГ                 | 2                  | 0                  |                      | -                    | -                    |               | -             | -             | 30     | 22     |        |
| 2019–20           | «Аяччо»           | Л2                | 22        | 5         | КФ+КЛ              | 1+0                | 0                  |                      | -                    | -                    |               | -             | -             | 23     | 5      |        |
| 2020–21           | «Олімпіакос»      | ЧГ                | 10        | 1         | КГ                 | 4                  | 1                  |                      | -                    | -                    |               | -             | -             | 14     | 2      |        |
| 2021–22           | «Мехелен»         | ЧБ                | 34        | 13        | КБ                 | 2                  | 0                  |                      | -                    | -                    |               | -             | -             | 36     | 13     |        |
| 2022–23           | «Гент»            | ЧБ                | 39        | 27        | КБ                 | 3                  | 1                  | ЛК                   | 11                   | 6                    | СкБ           | 1             | 0             | 54     | 34     |        |
| 2023–24           | «Гент»            | ЧБ                | 3         | 3         | КБ                 | 0                  | 0                  | ЛК                   | 3                    | 6                    |               | -             | -             | 6      | 8      |        |
| Усього за «Гент»  | Усього за «Гент»  | Усього за «Гент»  | 42        | 30        |                    | 3                  | 1                  |                      | 14                   | 12                   |               | 1             | 0             | 61     | 43     |        |
| Усього за кар'єру | Усього за кар'єру | Усього за кар'єру | 156       | 77        |                    | 12                 | 2                  |                      | 14                   | 12                   |               | 1             | 0             | 183    | 91     |        |

## Титули і досягнення
- Кращий бомбардир: Жупіле Про Ліга 2022—2023 (27 м'ячів)